# Supercoupe du Rwanda de football
La Supercoupe du Rwanda de football est une compétition de football opposant le champion du Rwanda au vainqueur de la coupe du Rwanda.

## Palmarès
| Année     | Vainqueur       | Résultat       | Finaliste                |
| --------- | --------------- | -------------- | ------------------------ |
| 2002      | APR FC          | 2-1            | Rayon Sports FC          |
| 2003-2012 | Inconnu         | Inconnu        | Inconnu                  |
| 2013      | AS Kigali       | 1-0            | Rayon Sports FC          |
| 2014-2015 | Inconnu         | Inconnu        | Inconnu                  |
| 2016      | APR FC          | 3-0            | Rayon Sports FC          |
| 2017      | Rayon Sports FC | 2-0            | APR FC                   |
| 2018      | APR FC          | 2-0            | Mukura Victory Sports FC |
| 2019      | Rayon Sports FC | 2-2 3-1 tab    | AS Kigali                |
| 2020      | Non disputé     | Non disputé    | Non disputé              |
| 2021      | Non disputé     | Non disputé    | Non disputé              |
| 2022      | AS Kigali       | 0-0 ap 5-4 tab | APR FC                   |
| 2023      | Rayon Sports FC | 3-0            | APR FC                   |